# آلتناو (آلمه)
آلتناو (به آلمانی: Altenau) یک رود در آلمان است که در پادربورن (ناحیه) واقع شده‌است.